# Dragutin Brahm
Dragutin Brahm (Zagreb, 26. kolovoza 1909. – Starigrad 27. lipnja 1938.) bio je hrvatski planinar, koji je poginuo u pokušaju penjanja na najvišu hrvatsku stijenu, Anića kuk (712 m) u području NP Paklenica, i tako postao prva osoba smrtno stradala osoba u povijesti hrvatskog planinarstva.
Na drugu obljetincu njegove smrti planinari Marijan Dragman i Drago Brezovečki uspjeli su se popeti po stijeni i rutu su nazvali u čast Brahma.